# Alison Sydor
Alison Sydor (Edmonton, 9 de setembre de 1966) va ser una ciclista canadenca.
Especialista en ciclisme de muntanya, va aconseguir una medalla de plata als Jocs Olímpics d'Atlanta de 1996, així com dotze medalles als Campionats del món i tres copes del món.
També va competir en carretera on va guanyar un bronze al Campionat del Món en Ruta i diferents campionats nacionals.

## Palmarès en ciclisme de muntanya
- 1994
  -  Campiona del món en Camp a través
  -  Campiona del Canadà en Camp a través
- 1995
  -  Campiona del món en Camp a través
  -  Campiona del Canadà en Camp a través
- 1996
  -  Medalla de plata als Jocs Olímpics de 1996 en Camp a través
  -  Campiona del món en Camp a través
  -  Campiona del Canadà en Camp a través
  - 1a a la Copa del món en Camp a través
- 1997
  -  Campiona del Canadà en Camp a través
- 1998
  -  Campiona del Canadà en Camp a través
  - 1a a la Copa del món en Camp a través
- 1999
  - 1a a la Copa del món en Camp a través
- 2001
  -  Campiona del Canadà en Camp a través
- 2002
  -  Campiona del món en Camp a través per relleus (amb Ryder Hesjedal, Roland Green i Max Plaxton)
  -  Campiona del Canadà en Camp a través

## Palmarès en carretera
- 1987
  - 1a a la Cascade Cycling Classic
- 1990
  -  Campiona del Canadà en ruta
  - Vencedora d'una etapa al Tour de l'Aude
- 1991
  -  Campiona del Canadà en ruta
  - Vencedora d'una etapa al Tour de l'Aude
  - Vencedora d'una etapa al Tour de la CEE
- 1992
  - 1a a la Hel van het Mergelland
  - Vencedora d'una etapa a la Women's Challenge
  - Vencedora de 2 etapes al Tour ciclista femení
- 1993
  -  Campiona del Canadà en ruta
  - Vencedora d'una etapa a la Volta a l'Oest de Noruega
- 1994
  -  Campiona del Canadà en ruta
  - Vencedora d'una etapa al Redlands Bicycle Classic
- 1996
  - Vencedora d'una etapa al Redlands Bicycle Classic
  - Vencedora d'una etapa al Tour de l'Aude
- 1998
  - Vencedora d'una etapa al Redlands Bicycle Classic